# Matthias Ginter
Matthias Lukas Ginter (Friburgo em Brisgóvia, 19 de janeiro de 1994) é um futebolista alemão que atua como zagueiro. Atualmente defende o Freiburg.

## Carreira
Começou jogar bola com quatro anos de idade, para o SV March, clube de futebol no município March, muito perto de Friburgo. Na temporada de 2005–06 foi transferido para o SC Freiburg. Com eles venceu a Copa Júnior de Clubes em 2011 da Federação Alemã de Futebol.
Em janeiro de 2012, como um dos mais jovens do Sub-19 do clube, se juntou com os profissionais nas preparações de inverno. Em 21 de janeiro de 2012, ele fez sua estreia como profissional na vitória por 1 a 0 sobre o FC Augsburg, entrando aos 25 minutos do segundo tempo. Oito minutos depois, marcou o gol da vitória para a sua equipe. Ele era, portanto, o mais novo jogador a marcar pelo clube, com a idade de 18 anos e dois dias. Dois dias depois, assinou com o SC Freiburg seu primeiro contrato profissional. Ao longo da temporada, adquiriu um lugar permanente na zaga.

### Borussia Dortmund
Em julho de 2014 foi contratado pelo Borussia Dortmund por cinco temporadas.

## Seleção Alemã
Foi selecionado pela primeira vez para a Seleção Alemã de Futebol no amistoso contra o Chile em 5 de março de 2014. Foi convocado para disputar a Copa do Mundo FIFA de 2014, na qual se sagrou tetracampeão mundial.

## Títulos
Borussia Dortmund
- Supercopa da Alemanha: 2014
- Copa da Alemanha: 2016–17

Seleção Alemã
- Copa do Mundo FIFA: 2014
- Copa das Confederações FIFA: 2017

### Individuais
- Medalha Fritz Walter: 2012 (Ouro - Sub-18)
- Medalha Fritz Walter: 2013 (Ouro - Sub-19)
- Time da temporada da Bundesliga (Kicker): 2019–20,[3] 2020–21,[4] 2022–23,[5] 2024–25[6]